# Barstow (Kalifornija)
Barstow je grad u američkoj saveznoj državi Kalifornija. Prema popisu stanovništva iz 2010. u njemu je živjelo 22,639 stanovnika.